# Савицкий, Анатолий Фёдорович
Анатолий Фёдорович Савицкий (укр. Анатолій Федорович Савицький, 2 июля 1917 — ?) — советский футболист и тренер, выступавший на позиции защитника.

## Биография

### Клубная карьера
Дебютировал в команде мастеров в 1936 году в московском ЦДКА, где одновременно проходил военную службу, проведя при этом 17 игр в высшей лиге СССР. Затем выступал за «Динамо» (Киев), где за три сезона провел 12 игр в высшей лиге. Позже перебрался в «Стахановец» (Сталино), но провести хотя бы одну игру ему не удалось. После трехлетнего перерыва в 1945 году вернулся в большой футбол, провёл три сезона в составе «Крылья Советов» из города Молотова.

### Тренерская карьера
В 1960 году переехал в город Черновцы, где в течение 16 лет с перерывами работал на различных должностях в черновицкой «Буковине», а именно в 1960 и 1967—1968 годах работал тренером, в 1964 и 1974—1975 годах администратором клуба, в 1976 — начальник команды. В 1961—1962 годах — главный тренер команды.

## Достижения

### Как игрока
- Обладатель Кубка УССР (1): 1938

### Как тренера
- Серебряный призёр Чемпионата УССР (1): 1968